# 趋泥行为

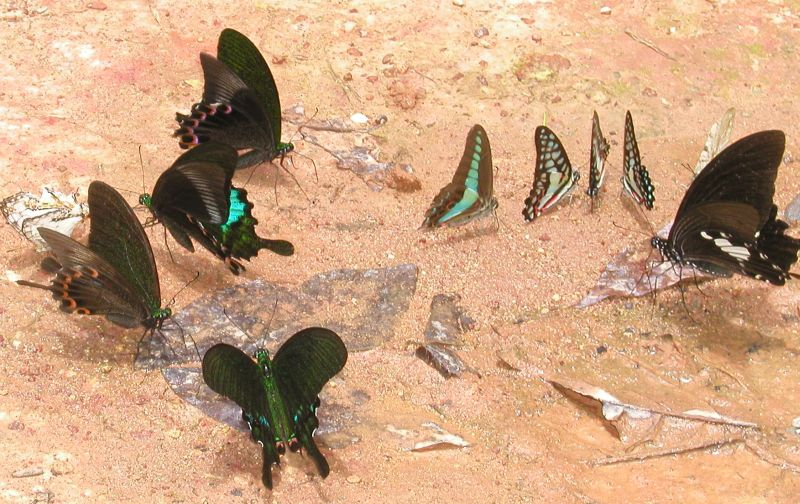
蝴蝶有趨泥行為

趨泥行為（英語：Mud-puddling）常見於蝴蝶，其他動物也會有此行為，其中主要是昆蟲。他們會尋找湿润的物質，如腐爛的植物、泥土和腐肉，去吸取其中的液體。所以昆蟲（如蝴蝶）常常會在潮濕的土壤、糞便或腐肉上聚集。從物質中獲得的營養物質，如鹽和氨基酸，在他們的生理上、行為上和生態上扮演重要角色。一些其他昆蟲也會有此行為，如葉蟬與馬鈴薯小綠葉蟬
。
鱗翅目（像是蝴蝶和飛蛾）是常常有多種策略來收集液體和營養物。通常，趨泥行為會發生在有潮濕泥土的地方，甚至血、淚與汗也會對蝴蝶有吸引力。並不只有鱗翅目有類似的行為，例如，蜜蜂也會被汗和眼淚吸引。有些物種只有雄性有趨泥行為。
- 美洲虎纹凤蝶
- 臀红图蛱蝶